# Hermann Hildebrand (Politiker, 1919)
Hermann Hildebrand (* 30. Dezember 1919 in Carolinensiel; † 18. Mai 1986 in Aurich) war ein deutscher Politiker (SPD).

## Leben
Nach seiner Schulausbildung begann er seine Lehre in der Verwaltung. Später war er aktiver Soldat und bekam eine Ausbildung als Flugzeugführer während des Zweiten Weltkrieges. 1943 wurde er als Jagdflieger in Afrika abgeschossen und bei dem Absturz schwer verwundet. Nach dem Krieg war er bereits seit Juli 1945 im Verwaltungsdienst bei der Landkrankenkasse des Kreises Aurich beschäftigt. Hier legte er auch seine Verwaltungsprüfungen ab und war als Betriebsprüfer und Abteilungsleiter angestellt.
Hildebrand wurde zum Vorsitzenden des Ostfriesischen Feuerlöschkostenausgleichs gewählt und war Mitglied der Verbandsversammlung der Ostfriesischen Landschaft sowie der Verbandsversammlung des Oldenburgisch-Ostfriesischen Wasserverbandes. Ferner war er Mitglied des Beirates der Freizeit GmbH in Aurich und des Beirates der Kreisbahn GmbH ebenfalls in Aurich.

## Öffentliche Ämter
Seit 1952 ist Hildebrand in der Kommunalpolitik aktiv und wurde 1952 bis zum 1972 zum Mitglied des Rates der Gemeinde Walle gewählt. Zwischen 1964 und 1972 war er Bürgermeister in Walle und wurde im Anschluss erster stellvertretender Bürgermeister der Stadt Aurich. Seit 1964 war Hildebrand gewähltes Mitglied des Kreistages des Landkreises Aurich und wurde im Jahr 1968 Landrat.
Hildebrand war Mitglied des Niedersächsischen Landtages während der sechsten bis zur achten Wahlperiode vom 6. Juni 1967 bis zum 20. Juni 1978. Hier war er zudem Vorsitzender des Ausschusses für innere Verwaltung vom 21. März 1978 bis zum 20. Juni 1978.